# Нионо
Нио́но (фр. Niono) — город в центральной части Мали, в области Сегу.

## География и климат
Расположен на северо-западной оконечности Внутренней дельты Нигера, на высоте 263 м над уровнем моря. Город находится на деривационном канале, который отводится от реки Нигер в коммуне Маркала, в 35 км ниже города Сегу. Канал идёт в северном направлении на протяжении более 65 км и используется для орошения полей аллювиальной равнины вокруг Нионо. Хотя французские колониальные власти строили канал для орошения хлопковых полей и развития текстильной промышленности, сегодня основным сельскохозяйственным продуктом этих мест является рис. Ежегодно из реки отводится около 2,7 км³ воды, что составляет 8,3 % от всего расхода воды.
Климат города находится под сильным влиянием западноафриканского муссона. Средняя годовая норма осадков за 35-летний период наблюдения (1961—1995 годы) состсавляет 504 мм, однако в отдельные годы возможны сильные флуктуации этого значения. 1983 год является наиболее засушливым, тогда выпало лишь 291 мм осадков, а 1965 год — наиболее доджливым, тогда выпало 820 мм осадков. Дожди выпадают почти полностью в период с июля по октябрь. Наиболее жаркий месяц — май, со средним максимумом около 40 °С.

## Население
По данным на 2013 год численность населения города составляла 32 979 человек. Коммуна Мопти имеет площадь 491 км² и включает в себя помимо города ещё 20 деревень. Население коммуны по данным на 2009 год насчитывает около 91 554 человека.
Динамика численности населения города по годам:
| 1987   | 2013   |
| ------ | ------ |
| 17 934 | 32 979 |

## Транспорт
В стадии строительства находится асфальтированная дорога, которая соединит Нионо и Томбукту. Общая протяжённость дороги составит 565 км; она пройдёт через города Нампалари, Ниафунке, Тонка, Дире и Гундам. Уже построенный участок протяжённостью 81 км между Нионо и небольшой деревушкой Гома-Кура в коммуне Догофри финансировался из бюджета организации Millennium Challenge Corporation. Участок протяжённостью 484 км, протянувшийся между Гома-Кура и Тимбукту будет финансироваться Европейским фондом развития (англ. European Development Fund).

## Достопримечательности
Среди достопримечательностей Нионо можно отметить Мечеть Великой Пятницы площадью в 1800 м², построенную в 1948 году и расширенную в 1970-х годах.